# LANI KAI
『LANI KAI』（ラニ・カイ）は、2000年7月20日発売のTUBE20作目のオリジナル・アルバム。規格品番：SRCL4870。2003年7月2日に規格品番：AICL1471にて再発された。

## 概要
- アルバムのキャッチフレーズは「たどり着いたのは天国の海、魂の夏･･･」。
- 『Blue Reef』から1年1か月ぶりとなるデビュー15周年記念作品で、2か月前にベスト・アルバム『TUBEst III』が発売されている。本作は通常盤1種で発売。2003年発売『OASIS』も同様である。
- 大ヒットした先行シングル「Truth of Time」「虹になりたい」を含め11曲収録。全作において「Bravo!」「HEAT WAVER」に並んでタイアップ楽曲が多いアルバム。「虹になりたい」はシングルに収録されているものとは異なる別バージョンで収録されている。
- 5曲目「OVER the TEARS」は当時前田亘輝がテレビに出演していた時に、アメリカ西海岸で「その時の自分は風を感じていた」ということからサビの部分の「風を感じていた」が生まれたと話していた。
- 本作まではMDソフトも発売された（規格品番：SRYL7383）。
- 本作を携えた恒例の野外ライブツアー「JAPAN TELECOM　TUBE LIVE AROUND SPECIAL 2000 Lani Kai」がナゴヤ球場,横浜スタジアム,阪神甲子園球場の3か所で開催された。

## 収録曲
| 全作詞: 前田亘輝、全作曲: 春畑道哉（11のみ前田亘輝）。 |                                   |           |                             |               |      |
| #                                                      | タイトル                          | 作詞      | 作曲・編曲                  | 編曲          | 時間 |
| 1.                                                     | 「LANI KAI〜天国の海〜」          | 前田亘輝  | 春畑道哉 （11のみ前田亘輝） | TUBE          | 4:26 |
| 2.                                                     | 「真夏へCount Down」              | 前田亘輝  | 春畑道哉 （11のみ前田亘輝） | TUBE          | 5:06 |
| 3.                                                     | 「Truth of Time」                 | 前田亘輝  | 春畑道哉 （11のみ前田亘輝） | TUBE          | 4:39 |
| 4.                                                     | 「 -恋愛旅団- 」                  | 前田亘輝  | 春畑道哉 （11のみ前田亘輝） | TUBE          | 4:48 |
| 5.                                                     | 「OVER the TEARS」                | 前田亘輝  | 春畑道哉 （11のみ前田亘輝） | TUBE          | 4:23 |
| 6.                                                     | 「真っ黒K3」                      | 前田亘輝  | 春畑道哉 （11のみ前田亘輝） | TUBE          | 3:18 |
| 7.                                                     | 「僕が僕であるために」            | 前田亘輝  | 春畑道哉 （11のみ前田亘輝） | TUBE          | 4:52 |
| 8.                                                     | 「Treasure Island」               | 前田亘輝  | 春畑道哉 （11のみ前田亘輝） | TUBE          | 3:53 |
| 9.                                                     | 「What`s Love? 君は知らない」     | 前田亘輝  | 春畑道哉 （11のみ前田亘輝） | TUBE          | 4:46 |
| 10.                                                    | 「Half Moon」                     | 前田亘輝  | 春畑道哉 （11のみ前田亘輝） | TUBE,池田大介 | 4:30 |
| 11.                                                    | 「虹になりたい (Extra Dry Mix) 」 | 前田亘輝  | 春畑道哉 （11のみ前田亘輝） | TUBE,坂基文彦 | 4:58 |
| 合計時間:                                              | 合計時間:                         | 合計時間: | 49:39                       |               |      |

## 演奏
- 小野塚晃 (DIMENSION)：ピアノ、オルガン (#1.2.3.7.8)
- 吉村龍太：ローズピアノ (#9)
- 沓野行秀 (Riding)：パーカッション (#1.3.8.9)
- 勝田一樹 (DIMENSION)：サックス (#8.9)
- James Ronstadt：ブルースハープ (#5)
- 水野弘文：アコーディオン (#3)
- 伊藤一義 (Riding)：コーラス (#2.6)
- 古川真一：コーラス (#1.8.9)
- 栗林誠一郎：コーラス (#1)
- IKKITAI：コーラス (#2.3.6)
- 中尾昌文：マニピュレーター (#9)
- 池田大介：マニピュレーター (#10)
- 坂基文彦：マニピュレーター (#11)
- 佐藤晶：マニピュレーター (#1-8)

## タイアップ
LANI KAI〜天国の海〜
- トヨタ・ハイラックスサーフCMソング。

Truth of Time
- 32ndシングル。
- 日本テレコム「TUBEハワイキャンペーン」イメージ&CMソング。

OVER the TEARS
- テレビ朝日系『全米オープン・全英オープン』イメージソング。

僕が僕であるために
- 日本テレビ系『僕が僕であるために』イメージソング。

What`s Love? 君は知らない
- トヨタ・ハイラックスサーフCMソング。

虹になりたい (Extra Dry Mix) 
- 33rdシングル (リミックス)。
- TBS系列『ウンナンのホントコ!・未来日記VI』テーマソング。